# Reinas de Belleza del Paraguay 2017
El certamen Reinas de Belleza del Paraguay 2017 fue un certamen de belleza organizado por Promociones Gloria, donde candidatas de todo el país compitieron por las coronas para ser las representantes paraguayas a competir en el Miss Universo 2017. Además de elegir a la candidata para este certamen, también será electa la representante de Paraguay para el Miss Internacional 2017 . El evento final se llevó a cabo el 2 de septiembre y por sede será en Ciudad del Este,el concurso será transmitido por el SNT. 
En el mismo evento se eligieron a las representantes paraguayas al Miss Mundo 2017 y Miss Tierra 2017 llamado Miss Mundo Paraguay 2017.

## Resultado Final

### Miss Universo Paraguay
| Resultado Final                  | Departamento                             | Candidata                |
| Miss Universo Paraguay 2017      | - Reina Amambay Universo                 | - Ariela Machado         |
| Virreina Universo Paraguay 2017  | - Reina Com/Paraguaya en Brasil Universo | - Vannesa Lautenchslager |
| Miss Internacional Paraguay 2017 | - Reina Paraguarí Universo               | - Daisy Lezcano Rojas    |
| Primera Princesa                 | - Reina Central Universo                 | - Belén Palmerola        |
| Segunda Princesa                 | - Reina Asunción Universo                | - Yei Park Cáceres       |
| Tercera Princesa                 | - Reina Itapúa Universo                  | - Yasmin Franz           |

### Miss Mundo Paraguay
| Resultado Final              | Departamento             | Candidata                |
| Miss Mundo Paraguay 2017     |                          | - Paola Oberladstatter   |
| Virreina Mundo Paraguay 2017 | - Reina Asunción Mundo   | - María Fernanda Perello |
| Miss Tierra Paraguay 2017    | - Reina Itapúa Mundo     | - Valeria Ivasiuten      |
| Primera Princesa             | - Reina Central Mundo    | - Ellen Moran            |
| Segunda Princesa             | - Reina San Pedro Mundo  | - Fiorella Crosa         |
| Tercera Princesa             | - Reina Cordillera Mundo | - María Elena Amarilla   |

## Premiaciones especiales
| Títulos             | Departamento                | Candidata              |
| Miss Amistad        | - Reina Cordillera Mundo    | - María Elena Amarilla |
| Miss Redes Sociales | - Reina Concepción Universo | - Griscel Jara Vera    |
| Miss Fotogénica     | - Reina Caaguazú Mundo      | - Giselle Wiegert      |

## Candidatas

### Miss Universo Paraguay
13 candidatas compitieron por las coronas de Miss Universo Paraguay y Miss Internacional Paraguay:
(En la tabla se utiliza su nombre completo, los sobrenombres van entrecomillados y los apellidos utilizados como nombre artístico, entre paréntesis; fuera de ella se utilizan sus nombres «artísticos» o simplificados)
| Candidata                              | Nombre                       | Edad | Estatura | Ciudad de Origen |
| Reina Alto Paraná Universo             | Laura Beatriz Encina Segovia | 24   | 1,79     |                  |
| Reina Amambay Universo                 | Ariela Machado               | 26   | 1,80     |                  |
| Reina Asunción Universo                | Yessica "Yei" Park Cáceres   | 19   | 1,80     |                  |
| Reina Boqueron Universo                | Marlene Irala                |      |          |                  |
| Reina Caaguazú Universo                | Brenda Flecha                | 21   | 1,73     |                  |
| Reina Caazapá Universo                 | Nataly Ramírez               | 22   | 1,70     |                  |
| Reina Canindeyú Universo               | Amanda Villalba              |      |          |                  |
| Reina Central Universo                 | Belén Palmerola              | 17   | 1,73     |                  |
| Reina Concepción Universo              | Griscel Jara Vera            | 23   | 1,74     |                  |
| Reina Itapúa Universo                  | Yasmin Almieda franz         | 19   | 1,82     | Hohenau          |
| Reina Paraguarí Universo               | Daisy Diana Lezcano Rojas    | 23   | 1,78     | San Lorenzo      |
| Reina Com/Paraguaya en Brasil Universo | Vannesa Lautenchslager       |      |          |                  |
| Reina San Pedro Universo               | Gabriela Benites             | 23   | 1,72     |                  |

### Miss Mundo Paraguay
12 candidatas compitieron por las coronas de Miss Mundo Paraguay y Miss Tierra Paraguay:
(En la tabla se utiliza su nombre completo, los sobrenombres van entrecomillados y los apellidos utilizados como nombre artístico, entre paréntesis; fuera de ella se utilizan sus nombres «artísticos» o simplificados)
| Candidata                    | Nombre                      | Edad | Estatura | Ciudad de Origen |
| Reina Alto Paraná Mundo      | Paola Oberladstatter Arce   | 20   |          | Ciudad del Este  |
| Reina Asunción Mundo         | María Fernanda Perello      |      |          |                  |
| Reina Caaguazú Mundo         | Giselle Wiegert             |      |          |                  |
| Reina Caazapá Mundo          | Elvira Bóveda               |      |          |                  |
| Reina Canindeyú Mundo        | Paola Sosa Franco           |      |          |                  |
| Reina Central Mundo          | Ellen Moran Benítez         |      |          |                  |
| Reina Concepción Mundo       | Lidia Amarilla              |      |          |                  |
| Reina Cordillera Mundo       | María Elena Amarilla        |      |          |                  |
| Reina Itapúa Mundo           | Valeria Ivasiuten           |      |          |                  |
| Reina Paraguarí Mundo        | Cecilia Mencia              |      |          |                  |
| Reina Presidente Hayes Mundo | Gabriela Cáceres            |      |          |                  |
| Reina San Pedro Mundo        | Fiorella Soledad Crosa Vera |      |          |                  |

## Datos acerca de las candidatas
- Algunas de las delegadas del Miss Paraguay Universo 2017 han participado, o participarán, en otros certámenes de importancia regionales, nacionales e internacionales:
  - Laura Encina (Alto Parana Universo) participó en el Miss Alto Parana 2016 en cual resultó de Primera Finalista.
  - Belen Palmerola (Central Universo) es Reina Aregua Universo 2017.
  - Gabriela Benites (San Pedro Universo) es Miss Itacurubi del Rosario 2016.
  - Daisy Lezcano (Paraguari Universo) participó en Miss Paraguay 2012 y terminó llevándose la corona de Miss Model of the World Paraguay 2012 (7mo lugar), en el 2013 participo en Nuestra Belleza Paraguay 2013 representando a San Lorenzo en el cual resulto Miss Tourism Queen of the Year Paraguay 2013 (7mo lugar), represento a Paraguay en el Miss Model of the World 2012 y Miss Tourism Queen oh the Year Internacional 2013 ambos concursos fueron realizados en China y es Miss San Lorenzo 2014.
- Algunas candidatas viven o tienen ascendencia en otros departamentos o país:
  - Yei Park (Asunción Universo) tiene ascendencia Coreana.
  - Belen Alderete (Cordillera Universo) renunció a su título de Reina Cordillera Universo por motivos personales y así perdió los derechos de participar en el Miss Universo Paraguay